# Prvenstvo Nezavisne Države Hrvatske u nogometu 1941
Il Prvenstvo Nezavisne Države Hrvatske u nogometu 1941. (in lingua italiana Campionato di calcio dello Stato indipendente di Croazia 1941), detto anche Natjecanje u hrvatskom državnom razredu (Competizione della classe statale croata), fu la seconda edizione di un torneo di sole squadre croate, la prima dello Stato indipendente di Croazia.

## Avvenimenti
Con la caduta del Regno di Jugoslavia e l'istituzione dello Stato Indipendente di Croazia, il calcio non cessò nel paese. Il 4 settembre 1941 la HNS fondò la Hrvatski državni nogometni razred ("Classe nazionale croata di calcio"), il primo campionato della NDH. Vi erano ammesse 8 squadre, 6 delle quali provenienti dalla Hrvatska liga 1940-41:

Građanski Zagabria, Concordia Zagabria, HAŠK Zagabria, SAŠK, Željezničar Zagabria e HRŠK Zagorac (squadra nata dalla fusione fra Slavija Varaždin ed i concittadini del HŠK Zagorac).

Le altre squadre del campionato precedente o avevano cessato l'attivita come lo Slavija Osijek, o erano di città passate sotto altri regimi come Spalato (Hajduk e RSK) in Italia o Subotica (HAD Bačka) in Ungheria.

A completamento dei ranghi vennero ammesse al torneo altre due squadre provenienti da spareggi: Hajduk Osijek (che prevalse su Građanski Osijek, Bata Borovo e Građanski Mitrovica) e Zrinjski Mostar (che prevalse su due squadre di Banja Luka: HŠK Hrvoje e HBŠK).

Venne infine ammessa una nona squadra: il DSV Victoria, squadra della comunità tedesca di Zemun e della Sirmia.

Dopo il girone d'andata, la federazione decise di interrompere il campionato 1941-42 e di iniziare un nuovo campionato in estate. Così il primo campionato della NDH rimase incompleto ed il Građanski è stato dichiarato campione d'autunno.

## Squadre partecipanti
| Squadra         | Sede     | Stagione 1940-41 | Stagione 1940-41 |
| Squadra         | Sede     | Pos.             | Divisione        |
| --------------- | -------- | ---------------- | ---------------- |
| 1.HŠK Građanski | Zagabria | 2º               | Hrvatska liga    |
| HŠK Concordia   | Zagabria | 3º               | Hrvatska liga    |
| HAŠK            | Zagabria | 4º               | Hrvatska liga    |
| HRŠK Zagorac    | Varaždin | 5º               | Hrvatska liga    |
| SAŠK            | Sarajevo | 7º               | Hrvatska liga    |
| HŠK Željezničar | Zagabria | 8º               | Hrvatska liga    |
| HŠK Hajduk      | Osijek   | ?                | 1. razred Osijek |
| HŠK Zrinjski    | Mostar   | ?                | ?                |
| DSV Victoria    | Zemun    | ?                | ?                |

## Classifica
|  | Pos. | Squadra              | Pt | G | V | N | P | GF | GS | QR    |
|  | ---- | -------------------- | -- | - | - | - | - | -- | -- | ----- |
|  | 1.   | Građanski Zagabria   | 14 | 8 | 7 | 0 | 1 | 41 | 10 | 4,100 |
|  | 2.   | Concordia Zagabria   | 13 | 8 | 6 | 1 | 1 | 33 | 9  | 3,667 |
|  | 3.   | Željezničar Zagabria | 12 | 8 | 5 | 2 | 1 | 18 | 12 | 1,500 |
|  | 4.   | Zrinjski Mostar      | 9  | 8 | 4 | 1 | 3 | 14 | 18 | 0,778 |
|  | 5.   | HAŠK Zagabria        | 7  | 8 | 3 | 1 | 4 | 25 | 14 | 1,786 |
|  | 6.   | Zagorac Varaždin     | 6  | 8 | 2 | 2 | 4 | 12 | 12 | 1,000 |
|  | 7.   | Hajduk Osijek        | 6  | 8 | 3 | 0 | 5 | 12 | 28 | 0,429 |
|  | 8.   | Victoria Zemun       | 5  | 8 | 2 | 1 | 5 | 12 | 34 | 0,353 |
|  | 9.   | SAŠK                 | 0  | 8 | 0 | 0 | 8 | 0  | 30 | 0,000 |

Legenda:
      Campione di Croazia.
Note:
Due punti a vittoria, uno a pareggio, zero a sconfitta.

## Risultati
|                      | Gra  | Con  | Že   | Zri  | HAŠ  | Zag  | Haj  | Vic  | SAŠ  |
| -------------------- | ---- | ---- | ---- | ---- | ---- | ---- | ---- | ---- | ---- |
| Građanski Zagabria   | –––– | 5-0  | 8-1  | 0-3  | 5-2  | 3-1  | 12-0 | 4-3  | 4-0  |
| Concordia Zagabria   | -    | –––– | 0-0  | 7-0  | 3-1  | 2-1  | 7-2  | 11-0 | 3-0  |
| Željezničar Zagabria | -    | -    | –––– | 2-1  | 2-1  | 1-1  | 2-0  | 7-1  | 3-0  |
| Zrinjski Mostar      | -    | -    | -    | –––– | 0-7  | 3-0  | 2-0  | 2-2  | 3-0  |
| HAŠK Zagabria        | -    | -    | -    | -    | –––– | 1-1  | 1-3  | 4-0  | 8-0  |
| Zagorac Varaždin     | -    | -    | -    | -    | -    | –––– | 1-2  | 4-0  | 3-0  |
| Hajduk Osijek        | -    | -    | -    | -    | -    | -    | –––– | 2-3  | 3-0  |
| Victoria Zemun       | -    | -    | -    | -    | -    | -    | -    | –––– | 3-0  |
| SAŠK                 | -    | -    | -    | -    | -    | -    | -    | -    | –––– |

## Campioni d'autunno
Prvi hrvatski Građanski športski klub: Milan Antolković, Branko Pleše, Franjo Wölfl, August Lešnik, Florijan Matekalo, Ernest Dubac, Miroslav Brozović, Mirko Kokotović, Ivan Jazbinšek, Zvonimir Cimermančić, Emil Urch (allenatore: Márton Bukovi)